# Эдмонтонская и Канадская епархия
Эдмонтонская и Канадская епархия — епархия Русской Православной Церкви, существовавшая в 1959—1970 годы.

## История
В конце 1940-х существовала Монреальская и Канадская епархия Русской православной церкви, возглавляемая Антонием (Васильевым).
Епархия была образована 8 августа 1959 года после перехода архиепископа Пантелеимона (Рудыка) из РПЦЗ в Русскую православную церковь. Основу паствы епархии составляли бедные крестьяне — переселенцы из Галиции, Буковины и Волыни, Закарпатья.
В самом начале служения архиепископа Пантелеимона в Эдмонтонско-Канадской епархии катастрофически не хватало духовенства. Своё служение в новой епархии он начал с тремя священниками. Для пополнения состава духовенства владыка смог убедить канадские власти допускать приезд в страну священнослужителей присылаемых из Украинского Экзархата Русской Православной Церкви.
С 1960 года стали регулярные паломнические поездки верующих из Канады в СССР, с 1962 года — епархиальные съезды, заседания епархиального управления и епархиального совета. С 1963 года стал ежеквартально выходить двуязычный «Канадський Православний вісник» («Canadian Orthodox Messenger»). Был установлен общеепархиальный праздник «День Православия в Канаде» в одно из воскресений июля. 
10 апреля 1970 года, в связи с дарованием автокефалии Православной Церкви в Америке, епархии Московского Патриархата в Северной Америке были упразднены. Приходы, пожелавшие и далее оставаться в составе Московского Патриархата (остаться пожелали почти все приходы), с этого момента преобразовывались в Патриаршие приходы в Канаде.

## Епископы
- 8 августа 1959 — 3 октября 1968 — Пантелеимон (Рудык)
- 2 февраля 1969 — 10 апреля 1970 — Марк (Шавыкин)  в/у, еп. Сан-Францисский